# 汐入あすか
汐入 あすか（しおいり あすか、1997年9月27日 - ）は、日本の女性声優。千葉県出身（出生地はドイツ）。スターダストプロモーション所属を経て現在はフリーランス。

## 略歴
母が芝居好きであり、幼少期に観劇に連れて行ってもらった経験などから自身で表現することに興味はあったものの、自信がなく自らが表に立つ姿は想像できないでいた。それでも芝居をしたいと思ったとき、作品の裏側で芝居ができる声優という職業を知る。もともと漫画が好きだったことからアニメも観るようになり、そんな中で1人の声優が老若男女の幅広い役を演じていることに衝撃を受け、さらに声優に興味を持つようになった。
中学卒業後は「大学受験のための時間を芝居の勉強に使いたい」という理由から私立の高大一貫校に進学し、ダブルスクールで養成所に通っていた。
在学中の2016年4月、スターダストプロモーション制作3部（現 第三事業部）に新設された声優部の第1回オーディションを経て同事務所に所属。オーディションのことは養成所の友達に教えてもらったという。
2016年8月、TVアニメ『orange』で声優デビュー。
2017年1月、スターダストプロモーション声優部所属の新人声優で結成されたユニット「サンドリオン」のメンバーとなる。メンバーカラーは紫。2024年12月25日のユニット解散まで約8年間活動した。
2021年9月、メディアミックスプロジェクト『プラオレ!〜PRIDE OF ORANGE〜』出演者により結成されたユニット「SMILE PRINCESS」のメンバーとなる。メンバーカラーはうすいピンク。2024年8月18日のユニット解散まで約3年間活動した。
2025年3月31日をもってスターダストプロモーションを退所、フリーランスとなる。 

## 人物
ドイツ生まれだが居住していたのは生後1年未満であり、国籍も日本。小学生の頃に一度だけ生まれた街に行き、当時住んでいた家や生まれた病院などを回ったことがある。
声優を目指すきっかけとなったのはTVアニメ『テガミバチ』での沢城みゆきの演技を観たこと。また目標にしている声優として沢城みゆき、伊瀬茉莉也、花澤香菜の名を挙げている。
趣味はパン屋さんめぐり、LIVEに行くこと、お芝居。特技はスポーツスタッキング。好きな食べ物はパン、辛いもの、コンビニアイス。
資格として普通自動車免許を保有している。
仲の良い声優として河瀬茉希、松井南波の名を挙げているほか、「SMILE PRINCESS」のメンバーであり『プラオレ!〜PRIDE OF ORANGE〜』や配信番組で共演している北守さいかについて、「ここまで仲良くなれるとは思っていなかった、大好きなお友達」と語っている。
兄がいる。

## 出演
太字はメインキャラクター。

### テレビアニメ
2016年
- orange（女子生徒）

2019年
- BanG Dream! 2nd Season

2020年
- 異種族レビュアーズ（ジミーB）

2021年
- プラオレ!〜PRIDE OF ORANGE〜（高木尚実）
- プラチナエンド（アイドル1）

2023年
- ライアー・ライアー（栗花落1）
- 星屑テレパス（金田さん）

2024年
- ハズレ枠の【状態異常スキル】で最強になった俺がすべてを蹂躙するまで（室田絵里衣、ニャンタン・キキーパット）
- ひとりぼっちの異世界攻略（ギョギョっ娘）

### ゲーム
2017年
- 放置少女（貂蝉、黄忠、袁紹）

2018年
- 天空のクラフトフリート（ルディー）
- ルナクロニクルR

2019年
- けものフレンズ3（オオアルマジロ）
- 逆転オセロニア（瑞姫）

2020年
- 魔界ウォーズ（ヨルムンガンド）
- 戦の海賊（マーガレット）
- 城姫クエスト（黒井城、田辺城）
- にゃんグリラ（れもん）
- モンスターストライク（リルディ）
- マギアレコード 魔法少女まどか☆マギカ外伝（2020年 - 2024年、佐和月出里）
- LOST:SMILE（結李）

2021年
- 異世界に飛ばされたらパパになったんだが～精霊騎士団物語～（レイキ）
- ステーションメモリーズ!（作草部マコ）
- 黒騎士と白の魔王（ルーナ）

2022年
- 怪物彈珠（リルディ）
- プラオレ！〜SMILE PRINCESS〜（高木尚実）

2023年
- Fragment's Note2+（秋河祈）

2024年
- アズールレーン（ドルフィン）

### ラジオ
※はインターネット配信。
- サンドリ on the Radio（2021年 - 2024年、超!A&G+※）[41][42]

### インターネット放送
- スタヴァ!（2016年 - 2024年、ニコニコ生放送・SHOWROOM→YouTube Live）[43]
- サンドリONLINE（2019年 - 2022年、LINE LIVE）[44]
- サンドリオンのわるいのはぜんぶゲーマーズ（2021年 - 2025年、YouTube）[45]
- 汐入あすかと北守さいかのしおさい海底ヒルズ（2021年 - 2024年、OPENREC.tv）[46]

### ナレーション
- アニ☆ステ（2017 - 2019年、TOKYO MX）[47]
- アニソンラバーズ（2019年 - 2020年、BSフジ、J:COM）[48]

### 舞台
- ひらさわ×フルタプロジェクトExtra edition『ひとりごとターミナル2017』（2017年9月20日 - 24日、下北沢小劇場「楽園」）[49]
- メイホリックシアター11 舞台『メイドランカー！詰り蹴落とし跪け乙女』（2022年11月24日、CBGKシブゲキ!!） - メイド・イン・アビス 役（日替わりゲスト）[50]
- 爆走おとな小学生 第十九回全校集会『宇宙家族ヤマダさん〜Super saiyAの逆襲〜』（2023年6月1日・4日、こくみん共済 coop ホール／スペース・ゼロ） - ミス・ユニバーサル 役（日替わりゲスト）[51]
- 爆走おとな小学生 第二十三回全校集会『アイディール・セミナー/Final session』（2025年6月6日 - 7日、こくみん共済 coop ホール／スペース・ゼロ） - 染谷和佳奈 役（宮白桃子、花岩香奈とのトリプルキャスト）[52]
- メイホリックシアター19 ライブ×リーディング『KAWAII偶像パラドキシカル』（2025年8月1日 - 2日、CBGKシブゲキ!!） - 神 役（八木ましろとのダブルキャスト）[53]

### 朗読劇
- りーでぃんぐ☆ぱーてぃーvol.5（2019年1月10日・14日、コフレリオ新宿シアター）[54]
- メイホリックシアター02 朗読劇『彼女の愛した都市伝説』（2020年11月13日 - 15日、新宿シアター・ミラクル） - 椿 役[55]
- りーでぃんぐ☆ぱーてぃーvol.9（2021年2月25日、コフレリオ新宿シアター） - あげは 役、岸川波留 役[56]
- メイホリックシアター08 朗読劇『呪い喰らいの魔女』（2022年5月5日・8日、アトリエファンファーレ高円寺） - 主演・呪い喰らいの魔女 役（八木ましろとのダブルキャスト）[57][58]
- りーでぃんぐ☆ぱーてぃーvol.11（2022年6月17日・19日、コフレリオ新宿シアター） - 小川梨央 役、上里るみ 役、樹利亜 役[59]
- メイホリックシアター09 朗読劇『叶え屋「ソルシレーヴ」〜メリーバッドエンド〜』再演（2022年8月9日・11日 - 12日、BOX in BOX THEATER） - カガリ 役[60]
- メイホリックシアター13 朗読劇『にゃんとちゅまらぬ結末か』（2023年2月23日 - 24日・26日、BOX in BOX THEATER） - 長老ねこ 役[61]
- eeo Stage reading 朗読劇『4月の花嫁』（2023年4月29日、バトゥール東京 チャペルブランカ） - さくら 役[62]
- 爆走おとな小学生 第二十回全校集会 朗読劇『初等教育ロイヤル』（2024年8月22日・25日、こくみん共済 coop ホール／スペース・ゼロ） - 橋本さん 役[63]

### その他コンテンツ
- BS-TBS サウンドロゴ（2018年）[3]
- 泉極志みなかみ美少女温泉記（2018年、ワンさん[64]）
- ユニ・チャーム「ソフィ」サウンドロゴ（2018年）[65]
- OMRON「駅案内ロボット」WEBCMソング（2019年）[66]
- WOWOW「転がる、詩」タイトルナレーション（2019年）[67]
- スポーツナビ「#待ってるぞプロ野球」WEBCMソング コーラス（2020年）[68]
- アプリ「ピアステ（ピアノタイルステージ）」広告ナレーション（2020年）[69]
- Z/X -Zillions of enemy X-（2021年、アラネ[70]）
- プリントパックTVCM「完全自社生産」篇、「DMまるごとパック」篇 CMソング（2021年）[71]
- ユピテル オリジナルアニメキャラクター「羽衣6」（2022年 - 2025年、葵茶々[72][73][74]）
- 第四境界『人の交換日記』『幽拐食堂』TikTok紹介ナレーション（2025年）[75][76]

## ディスコグラフィ

### キャラクターソング
| 発売日         | 商品名                                                        | 歌                     | 楽曲                                                                              | 備考                                                            |
| -------------- | ------------------------------------------------------------- | ---------------------- | --------------------------------------------------------------------------------- | --------------------------------------------------------------- |
| 2021年11月24日 | ファイオー・ファイト!                                         | SMILE PRINCESS         | 「ファイオー・ファイト！」                                                        | テレビアニメ『プラオレ！〜PRIDE OF ORANGE〜』オープニングテーマ |
| 2021年11月24日 | ファイオー・ファイト!                                         | SMILE PRINCESS         | 「be Cute」                                                                       | テレビアニメ『プラオレ！〜PRIDE OF ORANGE〜』関連曲             |
| 2021年12月22日 | プラオレ！〜PRIDE OF ORANGE〜 BD第1巻特典CD                   | SMILE PRINCESS         | 「ハレ、のちドリーミンぐっ！〇」                                                  | テレビアニメ『プラオレ！〜PRIDE OF ORANGE〜』挿入歌             |
| 2022年1月26日  | プラオレ！〜PRIDE OF ORANGE〜 BD第2巻特典CD                   | SMILE PRINCESS         | 「period」                                                                        | テレビアニメ『プラオレ！〜PRIDE OF ORANGE〜』挿入歌             |
| 2022年1月26日  | プラオレ！〜PRIDE OF ORANGE〜 BD第2巻特典CD                   | 高木尚実（汐入あすか） | 「ファイオー・ファイト！」                                                        | テレビアニメ『プラオレ！〜PRIDE OF ORANGE〜』関連曲             |
| 2022年2月15日  | Make your "HAPPY"                                             | iDA                    | 「Make your wish come true」                                                      | 『Z/X -Zillions of enemy X-』関連曲                             |
| 2022年2月23日  | プラオレ！〜PRIDE OF ORANGE〜 BD第3巻特典CD                   | SMILE PRINCESS         | 「Victory Sunrise」                                                               | テレビアニメ『プラオレ！〜PRIDE OF ORANGE〜』挿入歌             |
| 2022年8月24日  | SMILE PRINCESS BEST FACE OFF                                  | Lantana                | 「いとおかし」                                                                    | テレビアニメ『プラオレ！〜PRIDE OF ORANGE〜』関連曲             |
| 2023年2月25日  | Z/X -Zillions of enemy X- 10th Anniversary Album 「IGNITION」 | SHiFT、iDA             | 「ゼクス アクティベート! -10th-（SHiFT＆iDAver）」                                | 『Z/X -Zillions of enemy X-』関連曲                             |
| 2023年8月23日  | fakey merry game                                              | SMILE PRINCESS         | 「fakey merry game」                                                              | テレビアニメ『ライアー・ライアー』エンディング主題歌            |
| 2023年8月23日  | fakey merry game                                              | SMILE PRINCESS         | 「Revolution No.1」                                                               | ゲーム『プラオレ！～SMILE PRINCESS～』関連曲                    |
| 2023年8月23日  | fakey merry game                                              | SMILE PRINCESS         | 「fakey merry game <LL>」                                                         | テレビアニメ『ライアー・ライアー』エンディング主題歌            |
| 2023年8月23日  | Z/X -Zillions of enemy X- iDOL SPECiAL SiTUATiON CD「MiRAGE」 | iDA                    | 「Shake me up」                                                                   | 『Z/X -Zillions of enemy X-』関連曲                             |
| 2023年8月23日  | Z/X -Zillions of enemy X- iDOL SPECiAL SiTUATiON CD「MiRAGE」 | アラネ（汐入あすか）   | 「Shake me up」                                                                   | 『Z/X -Zillions of enemy X-』関連曲                             |
| 2024年7月17日  | Z/X -Zillions of enemy X- LiNK iDOL ALBUM「ASCENSiON」        | アラネ（汐入あすか）   | 「vampire dimension」                                                             | 『Z/X -Zillions of enemy X-』関連曲                             |
| 2024年8月18日  | MOVE ON BABY                                                  | SMILE PRINCESS         | 「MOVE ON BABY」                                                                  | テレビアニメ『モブから始まる探索英雄譚』第7話エンディング       |
| 2024年8月18日  | MOVE ON BABY                                                  | SMILE PRINCESS         | 「PRINCESS PRIDE」                                                                |                                                                 |
| 2025年2月上旬  | 羽衣6 1stアルバム「GEISHO-UI no.1」                           | 羽衣6                  | 「ドタバタミッション遂行中」 「イイトコどりの☆レボリューション」 「静かなコスモ」 | ユピテル オリジナルアニメキャラクター「羽衣6」関連曲            |
| 2025年2月上旬  | 羽衣6 1stアルバム「GEISHO-UI no.1」                           | 葵茶々（汐入あすか）   | 「KIZUNAパーティクル」 「一切合切、革命中。」                                     | ユピテル オリジナルアニメキャラクター「羽衣6」関連曲            |